# Apodrepanulatrix liberaria
Apodrepanulatrix liberaria är en fjärilsart som beskrevs av Walker 1860. Apodrepanulatrix liberaria ingår i släktet Apodrepanulatrix och familjen mätare. Inga underarter finns listade i Catalogue of Life.